# A Nice Place to Visit
A Nice Place to Visit este episodul 28 al serialului american Zona crepusculară. Acesta a fost difuzat pentru prima dată pe canalul CBS pe 15 aprilie 1960. Titlul își are originea în zicala „Un loc frumos de vizitat, dar nu mi-aș dori să locuiesc acolo”.
În 1965, o versiune modificată a acestei povești a fost difuzată în cadrul  programului radio The Theater Five. „Țara laptelui și a mierii”, episodul 154, includ toate aspectele importante ale acestui episod, inclusiv insinuările și răsturnarea de situație din final. Pe 14 noiembrie 1935, programul radio The Fleischmann's Yeast Hour⁠(d) a difuzat o piesă intitulată The Other Place, cu Colin Clive și Leo G. Carroll în rolurile principale. A fost scrisă de John Balderston și a tratat o temă similară.

## Prezentare

### Introducere
| “ | Portretul unui om la treabă, singura treaba pe care a făcut-o, singura treabă pe care o cunoaște. Numele său este Henry Francis Valentine, dar își spune „Rocky”, deoarece așa a fost drumul său în viață - pietros, periculos și dificil cap-coadă. Astăzi este obosit, obosit de fugă sau nevoi, de dorința de a avea oportunitățile pe care le au alții, dar niciodată el, niciodată Rocky Valentine. | ” |

Narațiunea continuă după ce Rocky este împușcat de polițiști:
| “ | Un om mărunt nervos și speriat. Crede că totul s-a încheiat, dar se înșală. Pentru Rocky Valentine este doar începutul. | ” |

### Intriga
După ce jefuiește o casă de amanet, Henry Francis „Rocky” Valentine (Larry Blyden⁠(d)) este împușcat de un polițist, în timp ce încearcă să scape de la fața locului. Se trezește aparent nevătămat și îl întâlnește pe un domn în vârstă inteligent pe nume Pip (Sebastian Cabot). Acesta îi explică că rolul său este să-l ghideze și să-i ofere tot ce-și dorește. Rocky privește cu suspiciune întreaga situație, crezând că Pip încearcă să-l înșele, dar acesta pare să aibă informații despre gusturile și plăcerile sale. Rocky îi cere portofelul, însă Pip spune că nu deține unul. Totuși, îi oferă acestuia 700 de dolari direct din buzunar și îi aduce la cunoștință că poate să-i ofere oricât de mulți bani dorește.
Crezând că Pip încearcă să-l determine să comită o crimă, acesta, sub amenințarea armei, îl conduce pe Rocky într-un apartament de lux. I se explică că toate bunurile din apartament îi aparțin, iar Rocky începe să se relaxeze și să probeze un costum. Cu toate acestea, devine din nou suspicios când primește mâncare și îi cere lui Pip să o guste pentru a fi sigur că nu este otrăvită. Când acesta refuză, susținând că nu a mâncat de secole, Rocky îl împușcă de mai multe ori, însă observă că gloanțele nu au niciun efect asupra sa. Acesta conștientizează că este mort și ajunge la concluzia că a ajuns în Paradis⁠(d), iar Pip este îngerul său păzitor. După ce Pip îi spune că poate avea tot ce își dorește, Rocky cere un milion de dolari și o femeie frumoasă, ambele dorințe fiind îndeplinite pe loc.
Rocky vizitează un cazinou împreună cu trei doamne, câștigând de fiecare dată, iar femei frumoase se adună în jurul său. De asemenea, se bucură că poate batjocori un polițist, după ce Pip îl micșorează. Mai târziu, Rocky îl întreabă pe acesta dacă îi poate întâlni pe unii dintre vechii săi prieteni decedați, dar Pip îi aduce la cunoștință că această lume este doar pentru sine. Cu excepția celor doi, nimeni nu este real. Când Rocky se întreabă ce fapte bune ar fi putut săvârși pentru a obține intrarea în Paradis, cei doi vizitează Sala Arhivelor. Acesta citește propriul dosar și descoperă că acesta conține numai o listă cu păcatele sale, dar nu-și face griji pe moment. Pip pleacă, spunând că poate fi contactat prin telefon dacă este nevoie de el.
O lună mai târziu, Rocky s-a plictisit de satisfacerea instantanee a propriilor capricii. Câștigă de fiecare dată la cazinou, iar doamnele fac tot ce-și dorește. Îl contactează pe Pip și îi cere o provocare serioasă. Acesta se oferă să aranjeze jocurile astfel încât să piardă din când în când la cazinou, dar Rocky respinge ideea. Pip sugerează jefuirea unei bănci, dar Rocky renunță repede la acest plan, deoarece rezultatul ar fi evident și ar elimina fiorul acțiunii. Hotărât că va înnebuni dacă rămâne în Paradis, îi cere lui Pip să-l ducă în „celălalt loc”. Pip îi răspunde: „Paradisul? Cine ți-a spus că ești în Paradis, domnule Valentine? Acesta este celălalt loc!”. Rocky încearcă în zadar să deschidă ușa apartamentului și să scape din propriul „paradis”, în timp ce Pip începe să râdă.

### Concluzie
| “ | Un om mărunt, nervos și speriat care nu a avut oportunități. Acum are tot ce și-a dorit vreodată - și va trebui să trăiască cu acestea pentru eternitate - în Zone crepusculară. | ” |